# Monterrey (Áncash)
Monterrey es una localidad peruana ubicada en la región Áncash, provincia de Huaraz, distrito de Huaraz. Se encuentra a una altitud de 2981 m s. n. m. Tenía una población de 798 habitantes en 1993.

## Clima
| Parámetros climáticos promedio de Monterrey | Parámetros climáticos promedio de Monterrey | Parámetros climáticos promedio de Monterrey | Parámetros climáticos promedio de Monterrey | Parámetros climáticos promedio de Monterrey | Parámetros climáticos promedio de Monterrey | Parámetros climáticos promedio de Monterrey | Parámetros climáticos promedio de Monterrey | Parámetros climáticos promedio de Monterrey | Parámetros climáticos promedio de Monterrey | Parámetros climáticos promedio de Monterrey | Parámetros climáticos promedio de Monterrey | Parámetros climáticos promedio de Monterrey | Parámetros climáticos promedio de Monterrey |
| Mes                                         | Ene.                                        | Feb.                                        | Mar.                                        | Abr.                                        | May.                                        | Jun.                                        | Jul.                                        | Ago.                                        | Sep.                                        | Oct.                                        | Nov.                                        | Dic.                                        | Anual                                       |
| ------------------------------------------- | ------------------------------------------- | ------------------------------------------- | ------------------------------------------- | ------------------------------------------- | ------------------------------------------- | ------------------------------------------- | ------------------------------------------- | ------------------------------------------- | ------------------------------------------- | ------------------------------------------- | ------------------------------------------- | ------------------------------------------- | ------------------------------------------- |
| Temp. media (°C)                            | 14.5                                        | 14.5                                        | 14.4                                        | 14.6                                        | 13.9                                        | 13.8                                        | 13.4                                        | 13.9                                        | 14.7                                        | 14.8                                        | 14.7                                        | 14.6                                        | 14.3                                        |
| Fuente: climate-data.org                    |                                             |                                             |                                             |                                             |                                             |                                             |                                             |                                             |                                             |                                             |                                             |                                             |                                             |